# Saropogon hyalinus
Saropogon hyalinus là một loài ruồi trong họ Asilidae. Saropogon hyalinus được Coquillett miêu tả năm 1904. Loài này phân bố ở vùng Tân Bắc giới.